# Li Guyi
Li Guyi (en chino tradicional, 李穀; en chino simplificado, 李谷; pinyin, Li Gǔyī; nacida el 10 de noviembre de 1944 en Kunming, Yunnan) es una cantante y bailarina china.

## Biografía
Li nació en 1944 en Kunming, provincia de Yunnan, en el Hospital de Huidian (惠 滇 医院), se graduó de la Escuela de Arte de Hunan (actualmente parte de la Universidad de Hunan) desde 1961. Desde 1961 hasta 1974, Li trabajó en el Teatro de Ópera de Hunan.
Los funcionarios de la justicia china, pensaban que su talento era negro y que tenía que ser investigada. Los funcionarios registraron en su casa, confiscaron su propiedad y fue condenada a trabajos forzados.
Desde 1974 a 1984, Li fue trasladada para trabajar a una Orquesta Filarmónica Central, como  cantante solista.
En 1980, los funcionarios chinos censuraron a Li, por interpretar un tema musical titulado "Township Love" (乡恋), considerada como la primera canción pop en China continental. La canción fue prohibida durante varios años por el contenido de las letras de su mensaje.
En 1986, Li trabajó en Light Music Group, como la cabeza principal.
En 1996, Li se trasladó a un Centro musical y Danza Oriental, como el secretaria del partido del CPC.

## Vida personal
Li se casó dos veces. Estivo casada con el cantante y músico Jin Tielin. Después de un divorcio, se volvió a casar en 1976 con Xiao Zhuoneng (肖卓 能), su segundo esposo, el hijo de Xiao Jinguang, fue uno de los diez altos mandos del Ejército Popular de Liberación.